# Jaime Hamilton, 2.º conde de Abercorn
Jaime Hamilton, 2.º Conde de Abercorn (c. 1604 — c. 1670) foi um nobre escocês católico. Ele, sua esposa, sua mãe e a maior parte de sua família foram perseguidos pela Igreja da Escócia como recusantes. Executando o testamento de seu pai, ele deu seu título irlandês de Barão Hamilton de Strabane a seu irmão mais novo Cláudio. Seus irmãos mais novos herdaram as terras irlandesas de seu pai, enquanto ele recebeu as escocesas, que ele esbanjou, estando afundado em dívidas em seus últimos dias.

## Nascimento e origens
Jaime nasceu por volta de 1604, provavelmente em Paisley, Escócia. Ele era o filho mais velho de Jaime Hamilton e de sua esposa Marion Boyd. Seu pai era um financiador da colonização de Úlster e seria nomeado 1.º Conde de Abercorn por Jaime VI e I em 1606. Seu avô paterno era Cláudio Hamilton, 1.º Lorde de Paisley. A mãe de Jaime era a filha mais velha de Tomás Boyd, 6.º Lorde Boyd de Kilmarnock na Escócia.
| Jaime Hamilton com esposa, pais e outros parentes selecionados. |

|                                         |                                         |                                         |                                         |                                         |                                         |                                    |                                    | Jaime 2.º Conde de Arran c. 1516 – 1575 | Jaime 2.º Conde de Arran c. 1516 – 1575 | Jaime 2.º Conde de Arran c. 1516 – 1575         | Jaime 2.º Conde de Arran c. 1516 – 1575         | Jaime 2.º Conde de Arran c. 1516 – 1575         | Jaime 2.º Conde de Arran c. 1516 – 1575         |                                                 |                                                 | Margarida Douglas                        | Margarida Douglas                        | Margarida Douglas                        | Margarida Douglas                        | Margarida Douglas                        | Margarida Douglas                        |                                          |                                          |                                              |                                              |                                               |                                               |                                               |                                               |                                               |                                               |                           |                           |                           |                           |                      |                      |  |  |  |  |  |  |  |  |  |  |  |  |  |  |  |  |  |  |  |  |  |  |  |  |  |  |
|                                         |                                         |                                         |                                         |                                         |                                         |                                    |                                    | Jaime 2.º Conde de Arran c. 1516 – 1575 | Jaime 2.º Conde de Arran c. 1516 – 1575 | Jaime 2.º Conde de Arran c. 1516 – 1575         | Jaime 2.º Conde de Arran c. 1516 – 1575         | Jaime 2.º Conde de Arran c. 1516 – 1575         | Jaime 2.º Conde de Arran c. 1516 – 1575         |                                                 |                                                 | Margarida Douglas                        | Margarida Douglas                        | Margarida Douglas                        | Margarida Douglas                        | Margarida Douglas                        | Margarida Douglas                        |                                          |                                          |                                              |                                              |                                               |                                               |                                               |                                               |                                               |                                               |                           |                           |                           |                           |                      |                      |  |  |  |  |  |  |  |  |  |  |  |  |  |  |  |  |  |  |  |  |  |  |  |  |  |  |
|                                         |                                         |                                         |                                         |                                         |                                         |                                    |                                    |                                         |                                         |                                                 |                                                 |                                                 |                                                 |                                                 |                                                 |                                          |                                          |                                          |                                          |                                          |                                          |                                          |                                          |                                              |                                              |                                               |                                               |                                               |                                               |                                               |                                               |                           |                           |                           |                           |                      |                      |  |  |  |  |  |  |  |  |  |  |  |  |  |  |  |  |  |  |  |  |  |  |  |  |  |  |
|                                         |                                         |                                         |                                         |                                         |                                         |                                    |                                    |                                         |                                         |                                                 |                                                 |                                                 |                                                 |                                                 |                                                 |                                          |                                          |                                          |                                          |                                          |                                          |                                          |                                          |                                              |                                              |                                               |                                               |                                               |                                               |                                               |                                               |                           |                           |                           |                           |                      |                      |  |  |  |  |  |  |  |  |  |  |  |  |  |  |  |  |  |  |  |  |  |  |  |  |  |  |
|                                         |                                         |                                         |                                         |                                         |                                         | Jaime 3.º Conde de Arran 1537–1609 | Jaime 3.º Conde de Arran 1537–1609 | Jaime 3.º Conde de Arran 1537–1609      | Jaime 3.º Conde de Arran 1537–1609      | Jaime 3.º Conde de Arran 1537–1609              | Jaime 3.º Conde de Arran 1537–1609              |                                                 |                                                 | João 1.º Marquês Hamilton 1540–1604             | João 1.º Marquês Hamilton 1540–1604             | João 1.º Marquês Hamilton 1540–1604      | João 1.º Marquês Hamilton 1540–1604      | João 1.º Marquês Hamilton 1540–1604      | João 1.º Marquês Hamilton 1540–1604      |                                          |                                          | Cláudio 1.º Lorde Paisley 1546–1621      | Cláudio 1.º Lorde Paisley 1546–1621      | Cláudio 1.º Lorde Paisley 1546–1621          | Cláudio 1.º Lorde Paisley 1546–1621          | Cláudio 1.º Lorde Paisley 1546–1621           | Cláudio 1.º Lorde Paisley 1546–1621           |                                               |                                               | Margarida Seton d. 1616                       | Margarida Seton d. 1616                       | Margarida Seton d. 1616   | Margarida Seton d. 1616   | Margarida Seton d. 1616   | Margarida Seton d. 1616   |                      |                      |  |  |  |  |  |  |  |  |  |  |  |  |  |  |  |  |  |  |  |  |  |  |  |  |  |  |
|                                         |                                         |                                         |                                         |                                         |                                         | Jaime 3.º Conde de Arran 1537–1609 | Jaime 3.º Conde de Arran 1537–1609 | Jaime 3.º Conde de Arran 1537–1609      | Jaime 3.º Conde de Arran 1537–1609      | Jaime 3.º Conde de Arran 1537–1609              | Jaime 3.º Conde de Arran 1537–1609              |                                                 |                                                 | João 1.º Marquês Hamilton 1540–1604             | João 1.º Marquês Hamilton 1540–1604             | João 1.º Marquês Hamilton 1540–1604      | João 1.º Marquês Hamilton 1540–1604      | João 1.º Marquês Hamilton 1540–1604      | João 1.º Marquês Hamilton 1540–1604      |                                          |                                          | Cláudio 1.º Lorde Paisley 1546–1621      | Cláudio 1.º Lorde Paisley 1546–1621      | Cláudio 1.º Lorde Paisley 1546–1621          | Cláudio 1.º Lorde Paisley 1546–1621          | Cláudio 1.º Lorde Paisley 1546–1621           | Cláudio 1.º Lorde Paisley 1546–1621           |                                               |                                               | Margarida Seton d. 1616                       | Margarida Seton d. 1616                       | Margarida Seton d. 1616   | Margarida Seton d. 1616   | Margarida Seton d. 1616   | Margarida Seton d. 1616   |                      |                      |  |  |  |  |  |  |  |  |  |  |  |  |  |  |  |  |  |  |  |  |  |  |  |  |  |  |
|                                         |                                         |                                         |                                         |                                         |                                         |                                    |                                    |                                         |                                         |                                                 |                                                 |                                                 |                                                 |                                                 |                                                 |                                          |                                          |                                          |                                          |                                          |                                          |                                          |                                          |                                              |                                              |                                               |                                               |                                               |                                               |                                               |                                               |                           |                           |                           |                           |                      |                      |  |  |  |  |  |  |  |  |  |  |  |  |  |  |  |  |  |  |  |  |  |  |  |  |  |  |
|                                         |                                         |                                         |                                         |                                         |                                         |                                    |                                    |                                         |                                         |                                                 |                                                 |                                                 |                                                 |                                                 |                                                 |                                          |                                          |                                          |                                          |                                          |                                          |                                          |                                          |                                              |                                              |                                               |                                               |                                               |                                               |                                               |                                               |                           |                           |                           |                           |                      |                      |  |  |  |  |  |  |  |  |  |  |  |  |  |  |  |  |  |  |  |  |  |  |  |  |  |  |
|                                         |                                         |                                         |                                         | Jaime 1.º Conde 1575–1618 d.v.p.*       | Jaime 1.º Conde 1575–1618 d.v.p.*       | Jaime 1.º Conde 1575–1618 d.v.p.*  | Jaime 1.º Conde 1575–1618 d.v.p.*  | Jaime 1.º Conde 1575–1618 d.v.p.*       | Jaime 1.º Conde 1575–1618 d.v.p.*       |                                                 |                                                 | Marion Boyd d. 1632 Recusante                   | Marion Boyd d. 1632 Recusante                   | Marion Boyd d. 1632 Recusante                   | Marion Boyd d. 1632 Recusante                   | Marion Boyd d. 1632 Recusante            | Marion Boyd d. 1632 Recusante            |                                          |                                          | Cláudio of Shawfield d. 1614             | Cláudio of Shawfield d. 1614             | Cláudio of Shawfield d. 1614             | Cláudio of Shawfield d. 1614             | Cláudio of Shawfield d. 1614                 | Cláudio of Shawfield d. 1614                 |                                               |                                               | Frederico 1590–1647                           | Frederico 1590–1647                           | Frederico 1590–1647                           | Frederico 1590–1647                           | Frederico 1590–1647       | Frederico 1590–1647       |                           |                           |                      |                      |  |  |  |  |  |  |  |  |  |  |  |  |  |  |  |  |  |  |  |  |  |  |  |  |  |  |
|                                         |                                         |                                         |                                         | Jaime 1.º Conde 1575–1618 d.v.p.*       | Jaime 1.º Conde 1575–1618 d.v.p.*       | Jaime 1.º Conde 1575–1618 d.v.p.*  | Jaime 1.º Conde 1575–1618 d.v.p.*  | Jaime 1.º Conde 1575–1618 d.v.p.*       | Jaime 1.º Conde 1575–1618 d.v.p.*       |                                                 |                                                 | Marion Boyd d. 1632 Recusante                   | Marion Boyd d. 1632 Recusante                   | Marion Boyd d. 1632 Recusante                   | Marion Boyd d. 1632 Recusante                   | Marion Boyd d. 1632 Recusante            | Marion Boyd d. 1632 Recusante            |                                          |                                          | Cláudio of Shawfield d. 1614             | Cláudio of Shawfield d. 1614             | Cláudio of Shawfield d. 1614             | Cláudio of Shawfield d. 1614             | Cláudio of Shawfield d. 1614                 | Cláudio of Shawfield d. 1614                 |                                               |                                               | Frederico 1590–1647                           | Frederico 1590–1647                           | Frederico 1590–1647                           | Frederico 1590–1647                           | Frederico 1590–1647       | Frederico 1590–1647       |                           |                           |                      |                      |  |  |  |  |  |  |  |  |  |  |  |  |  |  |  |  |  |  |  |  |  |  |  |  |  |  |
|                                         |                                         |                                         |                                         |                                         |                                         |                                    |                                    |                                         |                                         |                                                 |                                                 |                                                 |                                                 |                                                 |                                                 |                                          |                                          |                                          |                                          |                                          |                                          |                                          |                                          |                                              |                                              |                                               |                                               |                                               |                                               |                                               |                                               |                           |                           |                           |                           |                      |                      |  |  |  |  |  |  |  |  |  |  |  |  |  |  |  |  |  |  |  |  |  |  |  |  |  |  |
|                                         |                                         |                                         |                                         |                                         |                                         |                                    |                                    |                                         |                                         |                                                 |                                                 |                                                 |                                                 |                                                 |                                                 |                                          |                                          |                                          |                                          |                                          |                                          |                                          |                                          |                                              |                                              |                                               |                                               |                                               |                                               |                                               |                                               |                           |                           |                           |                           |                      |                      |  |  |  |  |  |  |  |  |  |  |  |  |  |  |  |  |  |  |  |  |  |  |  |  |  |  |
|                                         |                                         | Jaime 2.º Conde d. c. 1670              | Jaime 2.º Conde d. c. 1670              | Jaime 2.º Conde d. c. 1670              | Jaime 2.º Conde d. c. 1670              | Jaime 2.º Conde d. c. 1670         | Jaime 2.º Conde d. c. 1670         |                                         |                                         | Catarina C. 2.ª Baronesa Clifton c. 1590 – 1637 | Catarina C. 2.ª Baronesa Clifton c. 1590 – 1637 | Catarina C. 2.ª Baronesa Clifton c. 1590 – 1637 | Catarina C. 2.ª Baronesa Clifton c. 1590 – 1637 | Catarina C. 2.ª Baronesa Clifton c. 1590 – 1637 | Catarina C. 2.ª Baronesa Clifton c. 1590 – 1637 |                                          |                                          | Cláudio 2.º Barão H. de Strabane d. 1638 | Cláudio 2.º Barão H. de Strabane d. 1638 | Cláudio 2.º Barão H. de Strabane d. 1638 | Cláudio 2.º Barão H. de Strabane d. 1638 | Cláudio 2.º Barão H. de Strabane d. 1638 | Cláudio 2.º Barão H. de Strabane d. 1638 |                                              |                                              | Jorge 1.º Baronete de Donalong c. 1608 – 1679 | Jorge 1.º Baronete de Donalong c. 1608 – 1679 | Jorge 1.º Baronete de Donalong c. 1608 – 1679 | Jorge 1.º Baronete de Donalong c. 1608 – 1679 | Jorge 1.º Baronete de Donalong c. 1608 – 1679 | Jorge 1.º Baronete de Donalong c. 1608 – 1679 |                           |                           |                           |                           |                      |                      |  |  |  |  |  |  |  |  |  |  |  |  |  |  |  |  |  |  |  |  |  |  |  |  |  |  |
|                                         |                                         | Jaime 2.º Conde d. c. 1670              | Jaime 2.º Conde d. c. 1670              | Jaime 2.º Conde d. c. 1670              | Jaime 2.º Conde d. c. 1670              | Jaime 2.º Conde d. c. 1670         | Jaime 2.º Conde d. c. 1670         |                                         |                                         | Catarina C. 2.ª Baronesa Clifton c. 1590 – 1637 | Catarina C. 2.ª Baronesa Clifton c. 1590 – 1637 | Catarina C. 2.ª Baronesa Clifton c. 1590 – 1637 | Catarina C. 2.ª Baronesa Clifton c. 1590 – 1637 | Catarina C. 2.ª Baronesa Clifton c. 1590 – 1637 | Catarina C. 2.ª Baronesa Clifton c. 1590 – 1637 |                                          |                                          | Cláudio 2.º Barão H. de Strabane d. 1638 | Cláudio 2.º Barão H. de Strabane d. 1638 | Cláudio 2.º Barão H. de Strabane d. 1638 | Cláudio 2.º Barão H. de Strabane d. 1638 | Cláudio 2.º Barão H. de Strabane d. 1638 | Cláudio 2.º Barão H. de Strabane d. 1638 |                                              |                                              | Jorge 1.º Baronete de Donalong c. 1608 – 1679 | Jorge 1.º Baronete de Donalong c. 1608 – 1679 | Jorge 1.º Baronete de Donalong c. 1608 – 1679 | Jorge 1.º Baronete de Donalong c. 1608 – 1679 | Jorge 1.º Baronete de Donalong c. 1608 – 1679 | Jorge 1.º Baronete de Donalong c. 1608 – 1679 |                           |                           |                           |                           |                      |                      |  |  |  |  |  |  |  |  |  |  |  |  |  |  |  |  |  |  |  |  |  |  |  |  |  |  |
|                                         |                                         |                                         |                                         |                                         |                                         |                                    |                                    |                                         |                                         |                                                 |                                                 |                                                 |                                                 |                                                 |                                                 |                                          |                                          |                                          |                                          |                                          |                                          |                                          |                                          |                                              |                                              |                                               |                                               |                                               |                                               |                                               |                                               |                           |                           |                           |                           |                      |                      |  |  |  |  |  |  |  |  |  |  |  |  |  |  |  |  |  |  |  |  |  |  |  |  |  |  |
|                                         |                                         |                                         |                                         |                                         |                                         |                                    |                                    |                                         |                                         |                                                 |                                                 |                                                 |                                                 |                                                 |                                                 |                                          |                                          |                                          |                                          |                                          |                                          |                                          |                                          |                                              |                                              |                                               |                                               |                                               |                                               |                                               |                                               |                           |                           |                           |                           |                      |                      |  |  |  |  |  |  |  |  |  |  |  |  |  |  |  |  |  |  |  |  |  |  |  |  |  |  |
| Jaime Lorde Paisley c. 1635 – bef. 1670 | Jaime Lorde Paisley c. 1635 – bef. 1670 | Jaime Lorde Paisley c. 1635 – bef. 1670 | Jaime Lorde Paisley c. 1635 – bef. 1670 | Jaime Lorde Paisley c. 1635 – bef. 1670 | Jaime Lorde Paisley c. 1635 – bef. 1670 |                                    |                                    | George 3.º Conde c. 1636 – bef. 1683    | George 3.º Conde c. 1636 – bef. 1683    | George 3.º Conde c. 1636 – bef. 1683            | George 3.º Conde c. 1636 – bef. 1683            | George 3.º Conde c. 1636 – bef. 1683            | George 3.º Conde c. 1636 – bef. 1683            |                                                 |                                                 | Jaime 3.º Barão H. de Strabane 1633–1655 | Jaime 3.º Barão H. de Strabane 1633–1655 | Jaime 3.º Barão H. de Strabane 1633–1655 | Jaime 3.º Barão H. de Strabane 1633–1655 | Jaime 3.º Barão H. de Strabane 1633–1655 | Jaime 3.º Barão H. de Strabane 1633–1655 |                                          |                                          | Jorge 4.º Barão H. de Strabane 1636/7 – 1668 | Jorge 4.º Barão H. de Strabane 1636/7 – 1668 | Jorge 4.º Barão H. de Strabane 1636/7 – 1668  | Jorge 4.º Barão H. de Strabane 1636/7 – 1668  | Jorge 4.º Barão H. de Strabane 1636/7 – 1668  | Jorge 4.º Barão H. de Strabane 1636/7 – 1668  |                                               |                                               | Jaime c. 1630 – 1673      | Jaime c. 1630 – 1673      | Jaime c. 1630 – 1673      | Jaime c. 1630 – 1673      | Jaime c. 1630 – 1673 | Jaime c. 1630 – 1673 |  |  |  |  |  |  |  |  |  |  |  |  |  |  |  |  |  |  |  |  |  |  |  |  |  |  |
| Jaime Lorde Paisley c. 1635 – bef. 1670 | Jaime Lorde Paisley c. 1635 – bef. 1670 | Jaime Lorde Paisley c. 1635 – bef. 1670 | Jaime Lorde Paisley c. 1635 – bef. 1670 | Jaime Lorde Paisley c. 1635 – bef. 1670 | Jaime Lorde Paisley c. 1635 – bef. 1670 |                                    |                                    | George 3.º Conde c. 1636 – bef. 1683    | George 3.º Conde c. 1636 – bef. 1683    | George 3.º Conde c. 1636 – bef. 1683            | George 3.º Conde c. 1636 – bef. 1683            | George 3.º Conde c. 1636 – bef. 1683            | George 3.º Conde c. 1636 – bef. 1683            |                                                 |                                                 | Jaime 3.º Barão H. de Strabane 1633–1655 | Jaime 3.º Barão H. de Strabane 1633–1655 | Jaime 3.º Barão H. de Strabane 1633–1655 | Jaime 3.º Barão H. de Strabane 1633–1655 | Jaime 3.º Barão H. de Strabane 1633–1655 | Jaime 3.º Barão H. de Strabane 1633–1655 |                                          |                                          | Jorge 4.º Barão H. de Strabane 1636/7 – 1668 | Jorge 4.º Barão H. de Strabane 1636/7 – 1668 | Jorge 4.º Barão H. de Strabane 1636/7 – 1668  | Jorge 4.º Barão H. de Strabane 1636/7 – 1668  | Jorge 4.º Barão H. de Strabane 1636/7 – 1668  | Jorge 4.º Barão H. de Strabane 1636/7 – 1668  |                                               |                                               | Jaime c. 1630 – 1673      | Jaime c. 1630 – 1673      | Jaime c. 1630 – 1673      | Jaime c. 1630 – 1673      | Jaime c. 1630 – 1673 | Jaime c. 1630 – 1673 |  |  |  |  |  |  |  |  |  |  |  |  |  |  |  |  |  |  |  |  |  |  |  |  |  |  |
|                                         |                                         |                                         |                                         |                                         |                                         |                                    |                                    |                                         |                                         |                                                 |                                                 |                                                 |                                                 |                                                 |                                                 |                                          |                                          |                                          |                                          |                                          |                                          |                                          |                                          |                                              |                                              |                                               |                                               |                                               |                                               |                                               |                                               |                           |                           |                           |                           |                      |                      |  |  |  |  |  |  |  |  |  |  |  |  |  |  |  |  |  |  |  |  |  |  |  |  |  |  |
|                                         |                                         |                                         |                                         |                                         |                                         | Cláudio 4.º Conde 1659–1691        | Cláudio 4.º Conde 1659–1691        | Cláudio 4.º Conde 1659–1691             | Cláudio 4.º Conde 1659–1691             | Cláudio 4.º Conde 1659–1691                     | Cláudio 4.º Conde 1659–1691                     |                                                 |                                                 | Carlos 5.º Conde d. 1701                        | Carlos 5.º Conde d. 1701                        | Carlos 5.º Conde d. 1701                 | Carlos 5.º Conde d. 1701                 | Carlos 5.º Conde d. 1701                 | Carlos 5.º Conde d. 1701                 |                                          |                                          | Jaime 6.º Conde c. 1661 – 1734           | Jaime 6.º Conde c. 1661 – 1734           | Jaime 6.º Conde c. 1661 – 1734               | Jaime 6.º Conde c. 1661 – 1734               | Jaime 6.º Conde c. 1661 – 1734                | Jaime 6.º Conde c. 1661 – 1734                |                                               |                                               | Elizabeth Reading d. 1754                     | Elizabeth Reading d. 1754                     | Elizabeth Reading d. 1754 | Elizabeth Reading d. 1754 | Elizabeth Reading d. 1754 | Elizabeth Reading d. 1754 |                      |                      |  |  |  |  |  |  |  |  |  |  |  |  |  |  |  |  |  |  |  |  |  |  |  |  |  |  |
|                                         |                                         |                                         |                                         |                                         |                                         | Cláudio 4.º Conde 1659–1691        | Cláudio 4.º Conde 1659–1691        | Cláudio 4.º Conde 1659–1691             | Cláudio 4.º Conde 1659–1691             | Cláudio 4.º Conde 1659–1691                     | Cláudio 4.º Conde 1659–1691                     |                                                 |                                                 | Carlos 5.º Conde d. 1701                        | Carlos 5.º Conde d. 1701                        | Carlos 5.º Conde d. 1701                 | Carlos 5.º Conde d. 1701                 | Carlos 5.º Conde d. 1701                 | Carlos 5.º Conde d. 1701                 |                                          |                                          | Jaime 6.º Conde c. 1661 – 1734           | Jaime 6.º Conde c. 1661 – 1734           | Jaime 6.º Conde c. 1661 – 1734               | Jaime 6.º Conde c. 1661 – 1734               | Jaime 6.º Conde c. 1661 – 1734                | Jaime 6.º Conde c. 1661 – 1734                |                                               |                                               | Elizabeth Reading d. 1754                     | Elizabeth Reading d. 1754                     | Elizabeth Reading d. 1754 | Elizabeth Reading d. 1754 | Elizabeth Reading d. 1754 | Elizabeth Reading d. 1754 |                      |                      |  |  |  |  |  |  |  |  |  |  |  |  |  |  |  |  |  |  |  |  |  |  |  |  |  |  |

| Legenda |

| XXX | XXX | XXX | XXX | XXX | XXX | Sujeito do artigo | Sujeito do artigo | Sujeito do artigo | Sujeito do artigo | Sujeito do artigo | Sujeito do artigo |  |  | XXX | XXX | XXX | XXX | XXX | XXX | Condes de Abercorn | Condes de Abercorn | Condes de Abercorn | Condes de Abercorn | Condes de Abercorn | Condes de Abercorn |  |  |

| d.v.p. = precedeu seu pai ((D) decessit vita patris). |

Ele era um dos oito ou nove filhos.
| Jaime listado entre seus irmãos |
| --- |
| Ele encabeça a lista de seus irmãos como o mais velho: 1. Jaime (c. 1604 – 1670); 2. Cláudio (morto em 1638), estabeleceu-se na Irlanda 3. Guilherme (morto em 1681), tornou-se Baronete Hamilton de Westport e representou Henriqueta Maria, viúva de Carlos I, perante o papa; 4. Jorge (c. 1608 – 1679), tornou-se Baronete Hamilton de Donalong 5. Alexandre (morto antes de 1669), tornou-se o fundador do ramo alemão dos Hamiltons |

| Irmãs de Jaime |
| --- |
| 1. Ana (1592–1620), casada com Hugo, 5.º Lorde Sempill em 1611 2. Margarida casou em 1628 com Guilherme Cunningham de Caprington 3. Isabel (1600–1620) e 4. Luci, prometida para Randal MacDonnell, 1.º Conde de Antrim que, no entanto, nunca se casou com ela |

Seu pai tinha sido protestante, mas sua mãe, Marion Boyd, era uma recusante, que o educou, como todos os seus irmãos, como católico. Em 10 de abril de 1606, seu pai foi nomeado Conde de Abercorn e Lorde Paisley, Hamilton, Mountcastell e Kilpatrick.

## Barão Hamilton de Strabane
Em 8 de maio de 1617, quando tinha apenas cerca de 12 anos, foi nomeado 1.º Barão Hamilton de Strabane, no pariato da Irlanda, com o restante para os herdeiros masculinos do ramo de seu pai. O objetivo da criação era dar aos Abercorns, que eram condes escoceses, mas grandes proprietários de terras na Irlanda, um assento na Câmara dos Lordes irlandeses. O título Barão Hamilton de Strabane refere-se à cidade de Strabane no condado de Tyrone, Úlster, onde seu pai, o 1.º Conde de Abercorn, construiu um castelo durante a colonização de Úlster.

## Conde de Abercorn
Em 1618, Lorde Strabane, como era agora, sucedeu a seu pai como o 2.º Conde de Abercorn. Seu pai já havia falecido antes de seu avô, Cláudio Hamilton, 1.º Lorde Paisley, e, portanto, nunca se tornou Lorde Paisley.
Em 1621, seu avô, Lorde Paisley, morreu. Ele sucedeu, portanto, seu avô como Lorde Paisley e herdou as propriedades escocesas da família, notavelmente Abercorn e Paisley, bem como Kilpatrick na margem norte do rio Clyde. Uma vez que seu pai atribuiu suas terras irlandesas a seus irmãos mais novos, ele renunciou ao título de Barão Hamilton de Strabane em 11 de novembro de 1633 em favor de seu irmão Cláudio.

## Grand Tour
Em algum momento no início de 1620, Lorde Abercorn, como estava agora, foi para o continente em "suas viagens", como a Grand Tour era chamada em seu tempo. Ele passou vários anos viajando pelo continente e visitou países católicos, França e Itália, que o encorajaram em seu catolicismo. Ele retornou a Paisley em abril de 1627.

## Casamento e filhos
Em 1627 ele se casou com Katherine, Duquesa de Lennox. Ele tinha 22 anos, ela cerca de 34, mais de dez anos mais velha. Ela foi casada com Lorde Esmé Stewart e teve 11 filhos com ele. Seu primeiro marido morreu em 1624, sendo o 3.º duque de Lennox. Em novembro de 1632, ela obteve uma licença real permitindo-lhe manter sua precedência como duquesa viúva.

Jaime e Katherine tiveram três filhos, mas os dois primeiros morreram antes do pai:
Jaime (c. 1635 - antes de 1670), detinha o título de cortesia de Lorde Paisley como herdeiro aparente, mas faleceu antes de seu pai sem produzir um herdeiro homem; 
Guilherme (morreu antes de 1670), tornou-se coronel, mas faleceu antes de seu pai solteiro nas guerras alemãs; e
Jorge (c. 1636 - antes de 1683), sucedeu a seu pai como o 3.º Conde de Abercorn.

## Perseguição pela Igreja da Escócia
Os problemas de Abercorn com a Igreja da Escócia (Kirk) começaram com o processo iniciado pelo Presbitério de Paisley contra sua mãe e alguns de seus servos. Em junho de 1626, ela buscou proteção com James Law, o arcebispo de Glasgow. O bispo obteve uma carta do rei, escrita por William Alexander, 1.º Conde de Stirling, que instruía a Igreja a não incomodá-la, desde que ela ficasse em silêncio. No entanto, em abril de 1627, Abercorn voltou de suas viagens pelo continente e provocou a Igreja ao se declarar abertamente católico. Em 20 de janeiro de 1628, sua mãe, a condessa viúva, foi excomungada pelo Sínodo Paisley da Igreja da Escócia. Ele escapou da excomunhão apenas por estar ausente na corte real em Londres. Sua esposa também foi excomungada em 3 de fevereiro.
Em 26 de agosto de 1632, sua mãe morreu em Edimburgo. Em 21 de agosto de 1637, sua esposa morreu em Paisley e foi enterrada "sem cerimônia" em 17 de setembro. Como sua mãe, ela era uma recusante. Como católica, ela foi enterrada sem cerimônia religiosa. Seu título de Baronesa Clifton passou para Jaime, seu filho mais velho de seu primeiro casamento. Naquela época, seu pai estava afundado em dívidas, devendo mais de 400 000 merks (cerca de 20 000 £) aos seus credores.
Em 1649, o próprio Abercorn foi excomungado pela Assembleia Geral da Igreja da Escócia e ordenado a deixar a Escócia.

## Herdeiro masculino de Hamilton
Em 11 de setembro de 1651, a linhagem masculina dos duques de Hamilton foi extinta quando Guilerme Hamilton, 2.º duque, morreu devido aos ferimentos recebidos na Batalha de Worcester, lutando por Carlos II contra Cromwell. Como o duque não tinha filhos, foi sucedido por sua sobrinha Ana Hamilton de acordo com a regra de sucessão de seu título. No entanto, foi descoberto que Jaime Hamilton, 2.º Conde de Abercorn, era o herdeiro homem, o que não foi considerado relevante na época. Esta colocação dos Abercorns serem herdeiros masculinos mais tarde levou a uma disputa entre as casas de Abercorn e Hamilton sobre o título de Duque de Châtellerault, quando este título, que pertencera a Jaime Hamilton, 2.º Conde de Arran, foi revivido por Napoleão III de França em 1864 em favor do duque de Hamilton.

## Venda de Paisley
Em 22 de junho de 1652, Abercorn vendeu Paisley ao conde de Angus por £ 13 333 6s 8d escoceses (cerca de £ 1 100 libras esterlinas).  Angus vendeu-o um ano depois por £ 160 000 para Lorde Cochrane, para Lorde Cochrane, que mais tarde se tornaria o 1.º Conde de DunDonald. O 8.º Conde de Abercorn acabaria por comprar Paisley de volta em 1764.

## Morte e sucessão
Lorde Abercorn morreu por volta de 1670 e foi sucedido por seu filho Jorge como o 3.º Conde de Abercorn. Jorge, entretanto, morreu solteiro em Pádua. O condado passou para os descendentes de Cláudio Hamilton, 2.º Barão Hamilton de Strabane.